# Acontia disconnecta
Acontia disconnecta là một loài bướm đêm trong họ Noctuidae.